# Яхнівка (зупинний пункт)
Яхнівка — пасажирський залізничний зупинний пункт Полтавської дирекції Південної залізниці на неелектрифікованій лінії Хвилівка — Прилуки між станціями Лосинівка (12 км) та Галка (12 км). Розташований біля селища Мирне та сіл Світанок й Яхнівка Ніжинського району Чернігівської області. Неподалік знаходиться село Веприк Прилуцького району.

## Історія
Зупинний пункт відкритий 1930 року.

## Пасажирське сполучення
Приміське сполучення здійснюється дизель-поїздами сполученням Ніжин — Гребінка.